# Raión de Berazino
Berazinó (en bielorruso: Бярэзінскі раён) es un raión o distrito de Bielorrusia, en la provincia (óblast) de Minsk. 
Comprende una superficie de 1 941 km².
El centro administrativo es la ciudad de Berazinó.

## Demografía
Según estimación 2010 contaba con una población total de 25 031 habitantes.

## Subdivisiones
Comprende la ciudad subdistrital de Berazinó (la capital) y los siguientes seis consejos rurales:
- Bahushévichy
- Berazinó
- Dzmítravichy
- Kaplantsy
- Pahost
- Paplavy